# Polypedilum tetracrenatum
Polypedilum tetracrenatum är en tvåvingeart som beskrevs av Hirvenoja 1962. Polypedilum tetracrenatum ingår i släktet Polypedilum och familjen fjädermyggor. Arten har ej påträffats i Sverige. Inga underarter finns listade i Catalogue of Life.